# Kodiyal
Kodiyal é uma vila no distrito de Haveri, no estado indiano de Karnataka.

## Demografia
Segundo o censo de 2001, Kodiyal tinha uma população de 6726 habitantes. Os indivíduos do sexo masculino constituem 52% da população e os do sexo feminino 48%. Kodiyal tem uma taxa de literacia de 72%, superior à média nacional de 59,5%: a literacia no sexo masculino é de 79% e no sexo feminino é de 66%. Em Kodiyal, 12% da população está abaixo dos 6 anos de idade.